# Harrison Allen

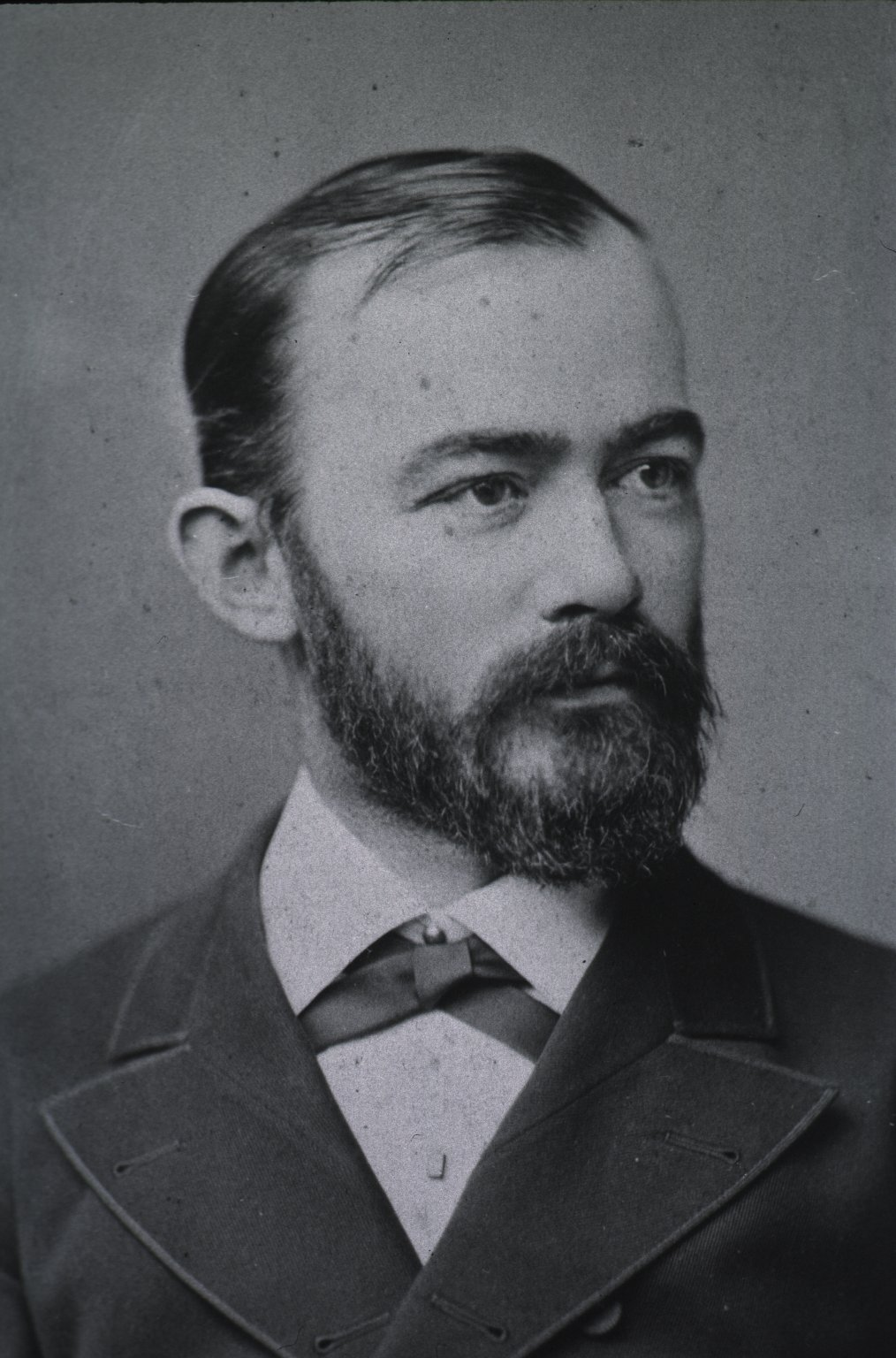
Harrison Allen

Harrison Allen (ur. 17 kwietnia 1841 w Filadelfii, zm. 14 listopada 1897 tamże) – amerykański lekarz, anatom i zoolog. Ukończył University of Pennsylvania w 1861, a następnie służył w armii do zakończenia wojny secesyjnej. W 1865 został profesorem anatomii porównawczej University of Pennsylvania, od 1878 na katedrze fizjologii tej samej uczelni.
Był jednym z członków założycieli American Anthropometric Society. Po śmierci jego mózg przekazano do szczegółowych badań, wykonanych przez Edwarda A. Spitzkę

## Wybrane prace
- Outlines of Comparative Anatomy and Medical Zoölogy (1867)
- Studies in the Facial Region (1874)
- An Analysis of the Life Form in Art (1875)
- System of Human Anatomy (1880)